# وانجانوي

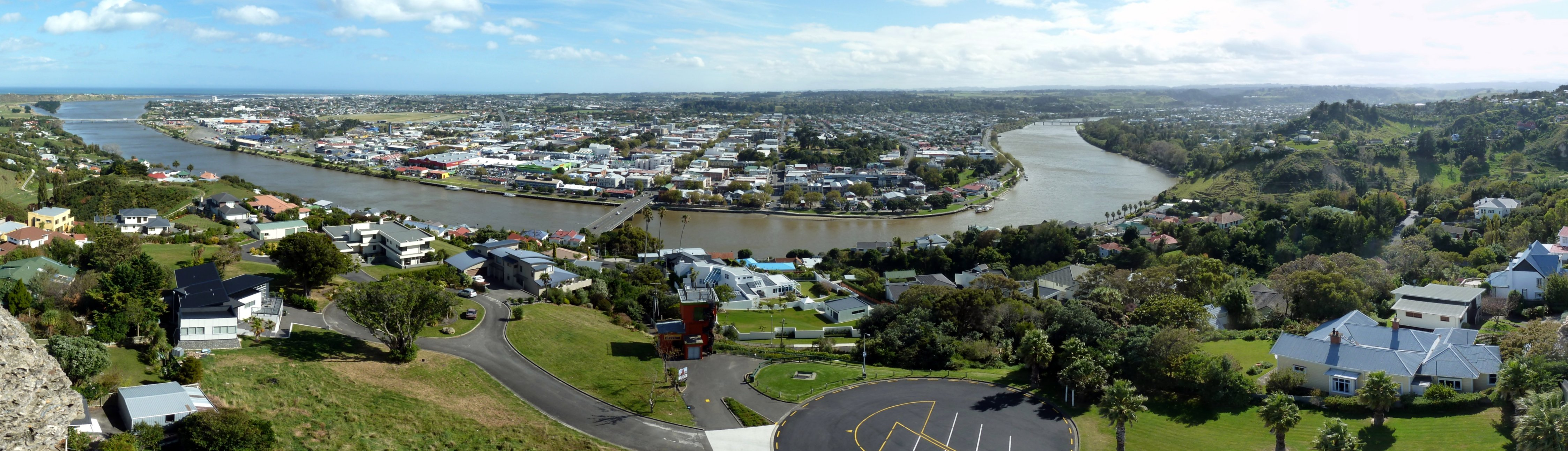
صورة بانوراما لـ انجانوي،نيوزيلندا من أعلى برج النصب التذكاري للحرب

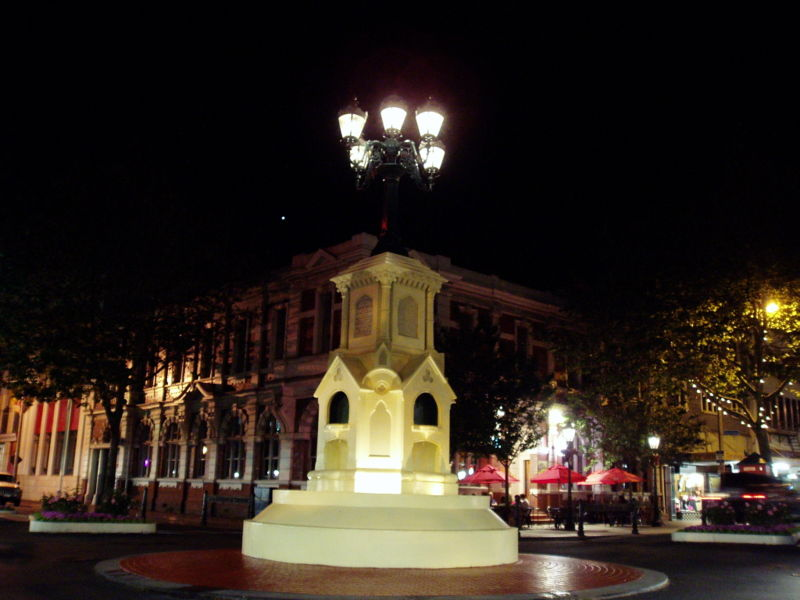
نافورة وات في شارع فيكتوريا القديم وفي الخلف مبنى مكتب بريد

وانغانوي (بالإنجليزية: Whanganui)‏  هي منطقة حضرية ومنطقة على الساحل الغربي للجزيرة الشمالية في نيوزيلندا. هي جزء من المنطقة ماناواتو-انجانوي.
مثل العديد من مراكز نيوزيلندا، تم تعيينها رسميا المدينة حتى إعادة التنظيم الإداري في عام 1989، ويتم تشغيلها الآن من قبل مجلس القضاء.
على الرغم من أن تسمى انجانوي من عام 1854، أوصى المجلس الجغرافية نيوزيلندا أن يتم تغيير الاسم إلى "Whanganui".

## المناخ
يظهر الجدول التالي التغييرات المناخية على مدار السنة لوانجانوي:
| البيانات المناخية لـوانجانوي      | البيانات المناخية لـوانجانوي | البيانات المناخية لـوانجانوي | البيانات المناخية لـوانجانوي | البيانات المناخية لـوانجانوي | البيانات المناخية لـوانجانوي | البيانات المناخية لـوانجانوي | البيانات المناخية لـوانجانوي | البيانات المناخية لـوانجانوي | البيانات المناخية لـوانجانوي | البيانات المناخية لـوانجانوي | البيانات المناخية لـوانجانوي | البيانات المناخية لـوانجانوي | البيانات المناخية لـوانجانوي |
| الشهر                             | يناير                        | فبراير                       | مارس                         | أبريل                        | مايو                         | يونيو                        | يوليو                        | أغسطس                        | سبتمبر                       | أكتوبر                       | نوفمبر                       | ديسمبر                       | المعدل السنوي                |
| --------------------------------- | ---------------------------- | ---------------------------- | ---------------------------- | ---------------------------- | ---------------------------- | ---------------------------- | ---------------------------- | ---------------------------- | ---------------------------- | ---------------------------- | ---------------------------- | ---------------------------- | ---------------------------- |
| متوسط درجة الحرارة الكبرى °م (°ف) | 22.4 (72.3)                  | 22.7 (72.9)                  | 21.3 (70.3)                  | 18.8 (65.8)                  | 16 (61)                      | 13.8 (56.8)                  | 13.2 (55.8)                  | 13.8 (56.8)                  | 15.3 (59.5)                  | 17 (63)                      | 18.8 (65.8)                  | 20.7 (69.3)                  | 17.8 (64.0)                  |
| المتوسط اليومي °م (°ف)            | 18.3 (64.9)                  | 18.5 (65.3)                  | 17.1 (62.8)                  | 14.6 (58.3)                  | 12.4 (54.3)                  | 10.4 (50.7)                  | 9.5 (49.1)                   | 10.2 (50.4)                  | 11.9 (53.4)                  | 13.3 (55.9)                  | 14.8 (58.6)                  | 16.9 (62.4)                  | 14.1 (57.4)                  |
| متوسط درجة الحرارة الصغرى °م (°ف) | 14.0 (57.2)                  | 14.1 (57.4)                  | 12.9 (55.2)                  | 10.6 (51.1)                  | 8.5 (47.3)                   | 6.5 (43.7)                   | 5.6 (42.1)                   | 6.2 (43.2)                   | 8.0 (46.4)                   | 9.6 (49.3)                   | 10.9 (51.6)                  | 12.8 (55.0)                  | 10.0 (50.0)                  |
| الهطول مم (إنش)                   | 59.2 (2.33)                  | 75.5 (2.97)                  | 62.9 (2.48)                  | 69.2 (2.72)                  | 79.5 (3.13)                  | 88.8 (3.50)                  | 85.3 (3.36)                  | 74.4 (2.93)                  | 73.7 (2.90)                  | 88.0 (3.46)                  | 75.4 (2.97)                  | 86.4 (3.40)                  | 916.7 (36.09)                |
| ساعات سطوع الشمس الشهرية          | 250.2                        | 213.5                        | 192.1                        | 159.4                        | 129.0                        | 99.2                         | 120.7                        | 137.8                        | 147.5                        | 180.5                        | 203.6                        | 221.9                        | 2٬055                        |
| المصدر: NIWA Climate Data         |                              |                              |                              |                              |                              |                              |                              |                              |                              |                              |                              |                              |                              |

## أعلام
- تريفور كوكر
- ستانلي جيمس
- رود كولمان
- دوغ ويلسون
- يان رايت
- ويليام داونز
- جورج هنري سوان
- روس تونغ
- آرثر بوريت
- جيري ميتاباري